# Heterusia restricta
Heterusia restricta är en fjärilsart som beskrevs av W. Warren 1907. Heterusia restricta ingår i släktet Heterusia och familjen mätare. Inga underarter finns listade i Catalogue of Life.